# New Cumberland
New Cumberland település az Amerikai Egyesült Államok Nyugat-Virginia államában, Hancock megyében, melynek megyeszékhelye is. Lakosainak száma 1020 fő (2020. április 1.).

## Népesség
A település népességének változása:

| 2010 | 1 103 |
| 2020 | 1 020 |